# Зона отдыха экипажа

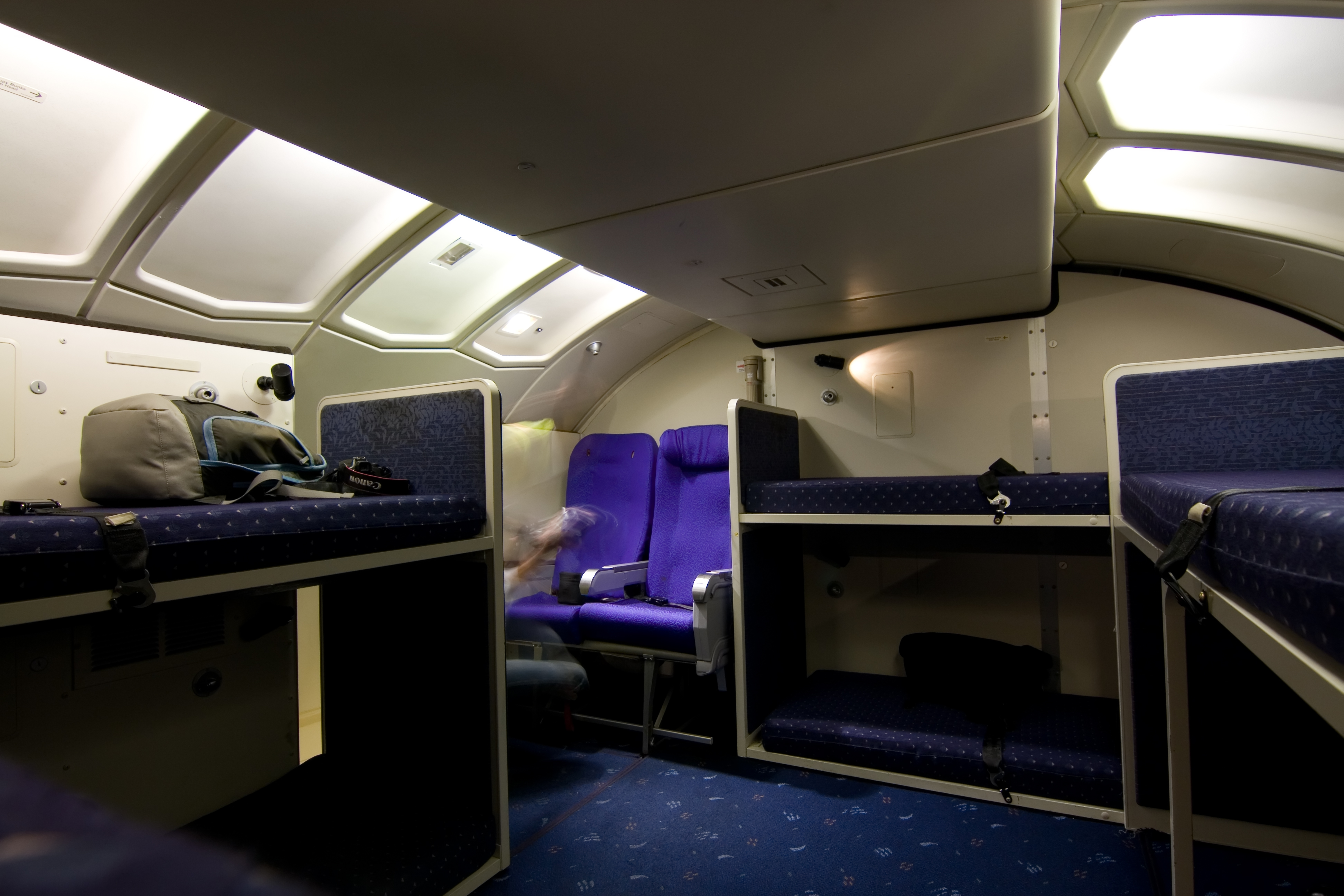
Отсек отдыха экипажа

Зона отдыха экипажа — отсек или специально отведённое место внутри самолёта, предназначенное для отдыха членов экипажа при выполнении дальних рейсов. Поскольку максимально допустимая продолжительность работы экипажа ограничена авиационным регламентом, а иногда также трудовым законодательством, рейсы, по длительности превышающие это время, выполняются со сменными экипажами. Члены экипажа могут воспользоваться зонами отдыха в нерабочее время.

## Расположение

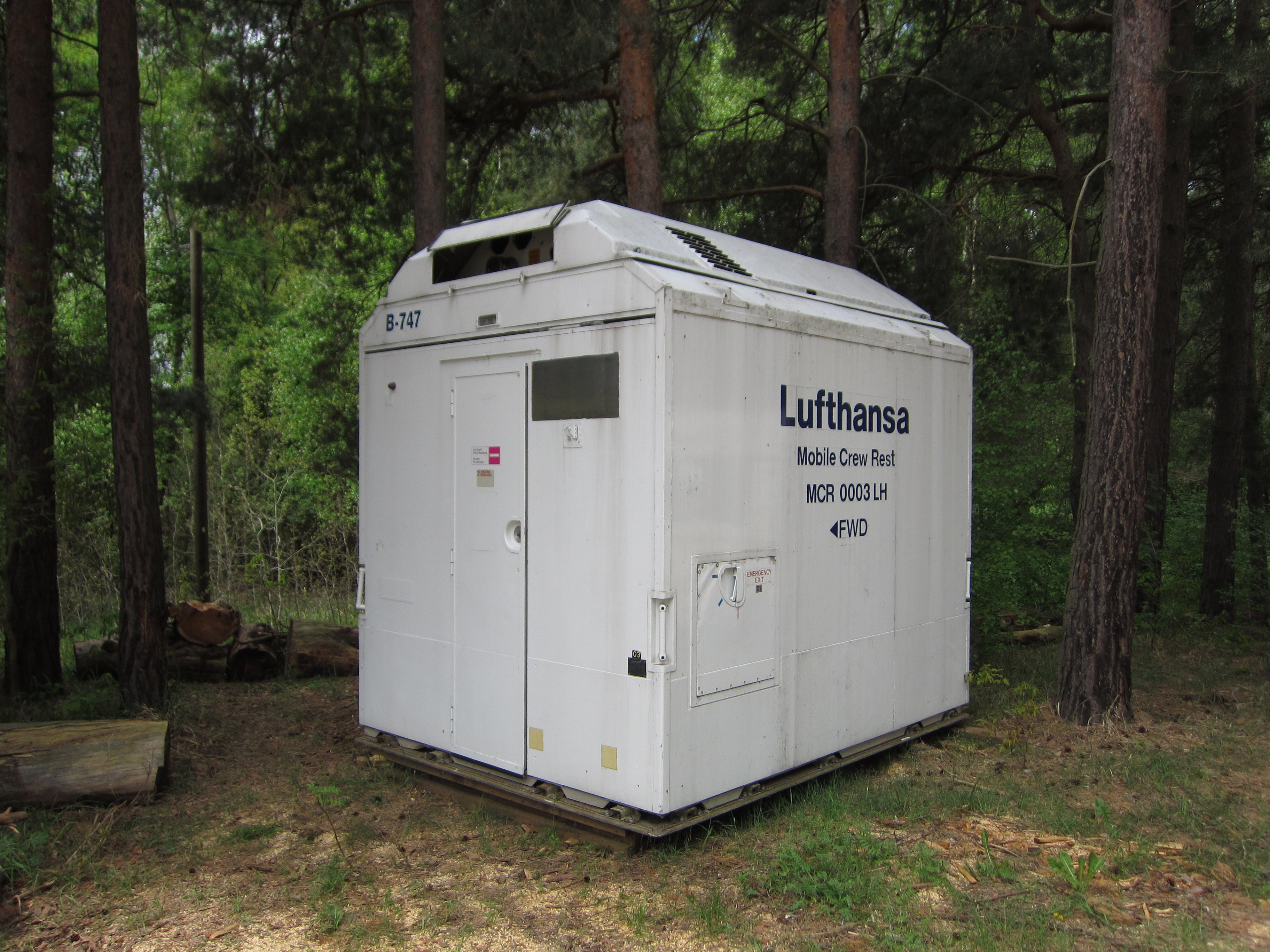
Модульный отсек для Boeing 747.

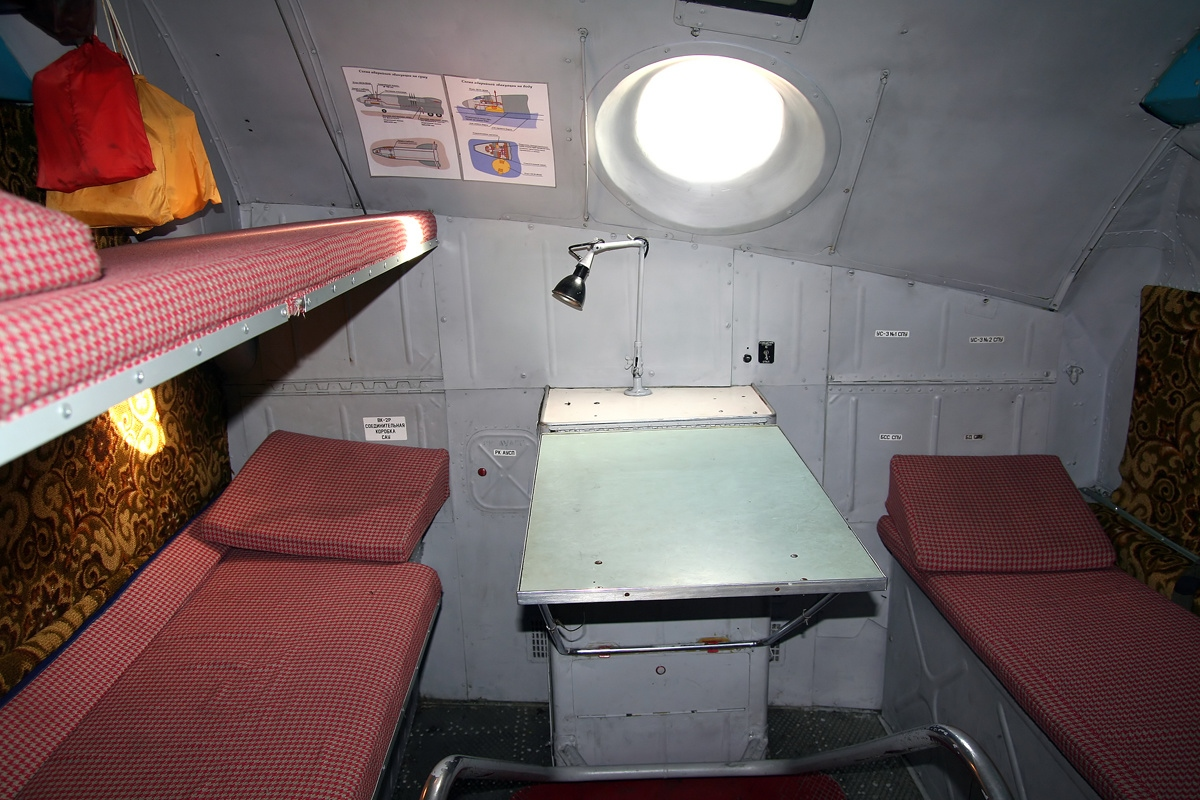
Отсек отдыха в Ан-22.

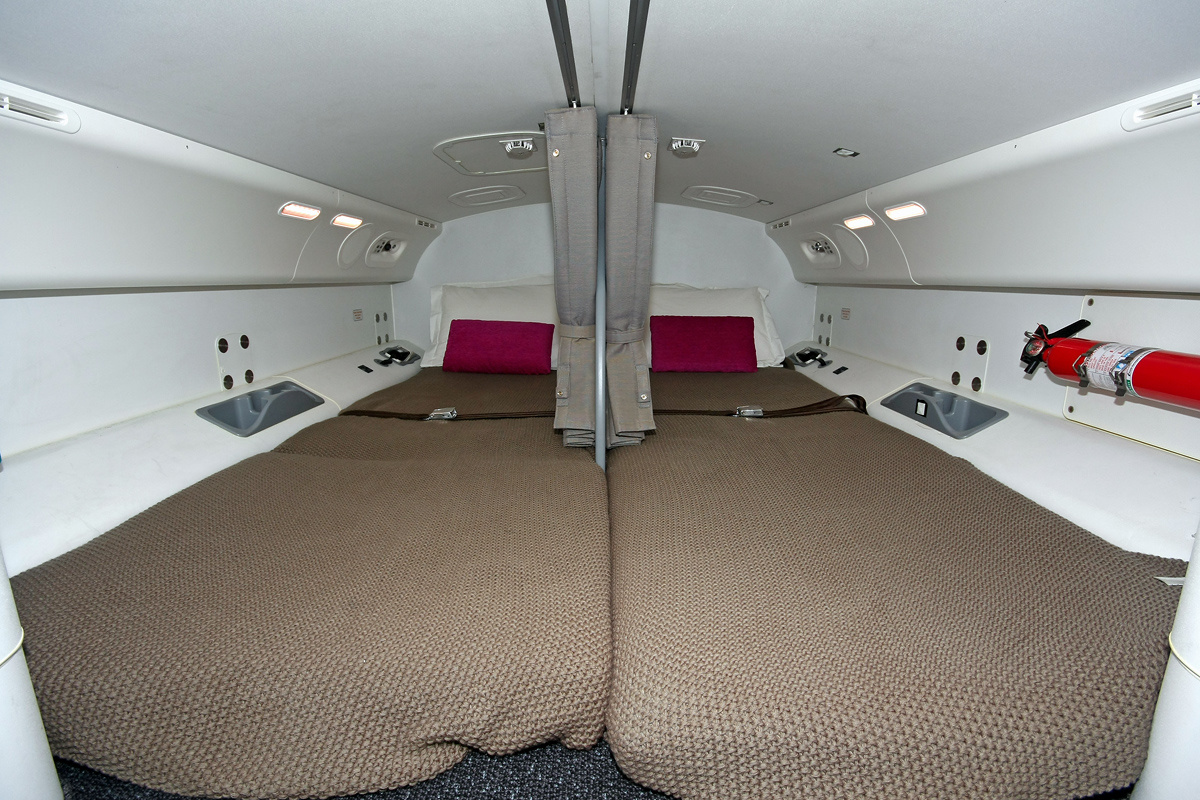
Спальные места для лётного экипажа в Boeing 787.

Отсеки для отдыха экипажа обычно присутствуют на дальнемагистральных лайнерах и могут располагаться над пассажирским салоном (в этом случае в них нужно подниматься по лестнице) или рядом с ним. Секции для пилотов, расположенные в передней части самолёта, отделены от расположенных сзади секций для бортпроводников.
На некоторых самолётах существует возможность установки такого отсека в виде модуля (англ. crew rest module). Модуль либо имеет форму стандартного грузового контейнера и помещается в грузовой отсек самолёта, расположенный под пассажирским салоном (вход в него осуществляется через специальный люк, скрытый от пассажиров), либо предназначен для установки внутри пассажирского салона. Такая схема позволяет устанавливать отсеки по необходимости и снимать их, если борт не используется для дальних рейсов.
Отсеки отдыха также могут присутствовать на транспортных и военно-транспортных самолётах.

## Описание
Отсеки могут оборудоваться спальными местами, иногда — дополнительными сидениями. Спальные места могут быть койками или секциями капсульного типа, могут отделяться перегородками или занавесками. Кровати имеют ремни на случай попадания в турбулентность, однако находиться на них во время руления, взлёта и посадки запрещено. Отсеки также оборудуются специальными закрывающимися отделениями для дорожных сумок и других предметов. Места могут быть оборудованы экранами бортовой системы развлечений (IFE). Отсеки для пилотов могут иметь отдельный туалет.
В комнатах отдыха запрещено находиться во время руления, взлёта и посадки. Исключения могут быть сделаны для отсеков, оборудованных креслами с ремнями. Для обеспечения отдыха отсеки могут иметь улучшенную звукоизоляцию по сравнению с пассажирским салоном.
Доступ пассажиров в отсеки отдыха ограничен регламентом. Для предотвращения несанкционированного доступа входы в отсеки могут быть защищены обычными или кодовыми замками.
Наличие и уровень оснащённости зон отдыха варьируется не только на разных типах самолётов, но и на самолётах одной модели у разных авиакомпаний. Самолёты оборудуются отсеками по желанию заказчика. В некоторых странах наличия таких отсеков требует законодательство, например, в США в требованиях FAA есть положения, согласно которым отсеки отдыха должны присутствовать на длинных рейсах, где используется несколько смен экипажа. Поскольку установка этих секций увеличивает стоимость самолёта, компании могут на них экономить, к примеру, не оборудуя самолёты отсеками для бортпроводников. Так, на дальнемагистральных самолётах Аэрофлота обособленный отсек отдыха есть только у лётного экипажа, бортпроводники могут отдыхать только на задних рядах салонов, если там нет пассажиров.

## Типы зон отдыха
FAA определяет 3 класса зон отдыха, которые должны предоставляться в зависимости от количества членов экипажа и продолжительности рейса:
- 1 класс — отсек физически отделён от кабины пилотов и пассажирского салона; оборудован койками или плоскостями для сна; есть возможность звуковой и световой изоляции.
- 2 класс — есть возможность занять лежачее положение (раскладывающееся сидение в бизнес-классе либо несколько расположенных рядом кресел экономкласса); наличие занавесок, которые можно задёрнуть.
- 3 класс — наличие откидывающегося кресла с поддержкой для ног.

## Самолёты, оборудованные отсеками отдыха
- Airbus A330-300, Airbus A330-900neo
- Airbus A340
- Airbus A380
- Airbus A350
- Ан-124
- Ан-22
- Boeing 747-400
- Boeing 767
- Boeing 777-300ER
- Boeing 787-8
- Ту-114